# جاك بورليه
جاك بورليه ( ديسمبر 1944 - 26 سبتمبر 2020)، هو لاعب كرة قدم بلجيكي. لعب مع منتخب بلجيكا لكرة القدم. سبق له أن لعب في كأس العالم لكرة القدم مع منتخب بلاده.

## مسيرته الكروية
لعب جاك بورليه خلال مسيرته الاحترافية مع نادِ واحدٍ في ثلاثة عشر موسمًا وسجل خلالها 10 أهداف ضمن 267 مباراة. حيث فاز في موسمين بالكأس وفي أربعة مواسم بالدوري.
خاض جاك بورليه مسيرته مع نادي ستاندارد لييج في موسم 1961–62 ليلعب معه ثلاثة عشر موسمًا، مشاركًا في 267 مباراة سجل خلالها 10 أهداف.

## روابط خارجية
- جاك بورليه على موقع الاتحاد الدولي (مؤرشف)  (الإنجليزية)
- جاك بورليه على موقع الاتحاد البلجيكي (الإنجليزية)
- جاك بورليه على موقع قاعدة بيانات كرة القدم.إي يو (الإنجليزية)
- جاك بورليه على موقع ناشيونال فوتبول تيمز (الإنجليزية)
- جاك بورليه على موقع عالم كرة القدم.نت (الإنجليزية)